# Accident ferroviari de l'Estació de França de 2017
El 28 de juliol de 2017, es va produir un accident ferroviari a l'Estació de França de Barcelona, quan un Rodalia no va frenar a temps i va xocar contra el topall de final de via. Com a conseqüència d'aquest esdeveniment, el morro del tren va quedar destrossat, i dels 70 passatgers del comboi els serveis mèdics en van haver d'atendre 56.
El tren, de la línia l'R2 Sud de Rodalies de Catalunya, venia de Sant Vicenç de Calders. L'accident es va produir a un quart de 8 del matí, quan feia la maniobra d'estacionament al final de línia de l'andana de la via 11. Segons les primeres informacions, els avisos de velocitat del tren havien funcionat correctament, i la pròpia maniobra d'entrada s'havia realitzat de manera adient. A més, el vehicle havia passat feia poc una revisió tècnica.